# مطالعه فن لوسبرگ
بررسی لوسبرگ (انگلیسی: Lossberg study) یک طرح نظامی آلمان نازی بود که توسط سرهنگ دوم برنهارد فون لوسبرگ تهیه شد و زیر نظر آلفرد یودل و والتر وارلیمونت در فرماندهی عالی ورماخت در ۱۵ سپتامبر ۱۹۴۰ توسعه یافت. در این طرح جهت حمله به اتحاد جماهیر شوروی سوسیالیستی سمت شمال در «طرح بارباروسا» که توسط هیتلر امضا شده بود مورد توجه قرار گرفت. پاراگراف‌های کلیدی: برای انجام عملیات ابتدا باید تصمیم گرفت که آیا جهت حمله اصلی به سمت شمال یا جنوب مرداب پینسک خواهد بود… مزایای هدف‌گیری حمله اصلی به سمت شمال به شرح زیر است:
- امکانات تمرکز بسیار بهتر (راه‌آهن)
- علاقه به تحمیل شکست سریع به روس‌ها در کشورهای بالتیک
- شرایط جاده نسبتاً بهتر در جهت عملیاتی
- امکان همکاری با گروه XXI از فنلاند
- دستیابی به لنینگراد و مسکو
- مزایای هدف‌گیری ضربه اصلی به سمت جنوب عبارتند از:
- منطقه در معرض خطر رومانی
- امکان تأمین واحدهای موتوری آلمان در میادین نفتی رومانی و گالیسیا (هر چند ارتباطات پس از عبور از مرز روسیه بسیار بدتر است)
- اهمیت اوکراین

پیشنهاد این است که جهت ضربه اصلی سمت شمال انتخاب شود.
چگونگی سازماندهی همکاری هر دو گروه اصلی به سمت شرق از مرداب پینسک از این پس و اینکه هدف نظامی نهایی چگونه خواهد بود تا حد زیادی به این بستگی دارد که آیا فروپاشی روسیه پس از موفقیت‌های اولیه آلمان اتفاق می‌افتد یا نه، و چه زمانی. استدلال‌های مشابهی برای جهت شمالی در ۲۶ نوامبر در پروژه ستاد کل آلمان مطرح شد.